# Carinina antarctica
Carinina antarctica är en djurart som tillhör fylumet slemmaskar, och som beskrevs av Heinrich Bürger 1904. Carinina antarctica ingår i släktet Carinina och familjen Tubulanidae. Inga underarter finns listade i Catalogue of Life.